# 急救單車隊

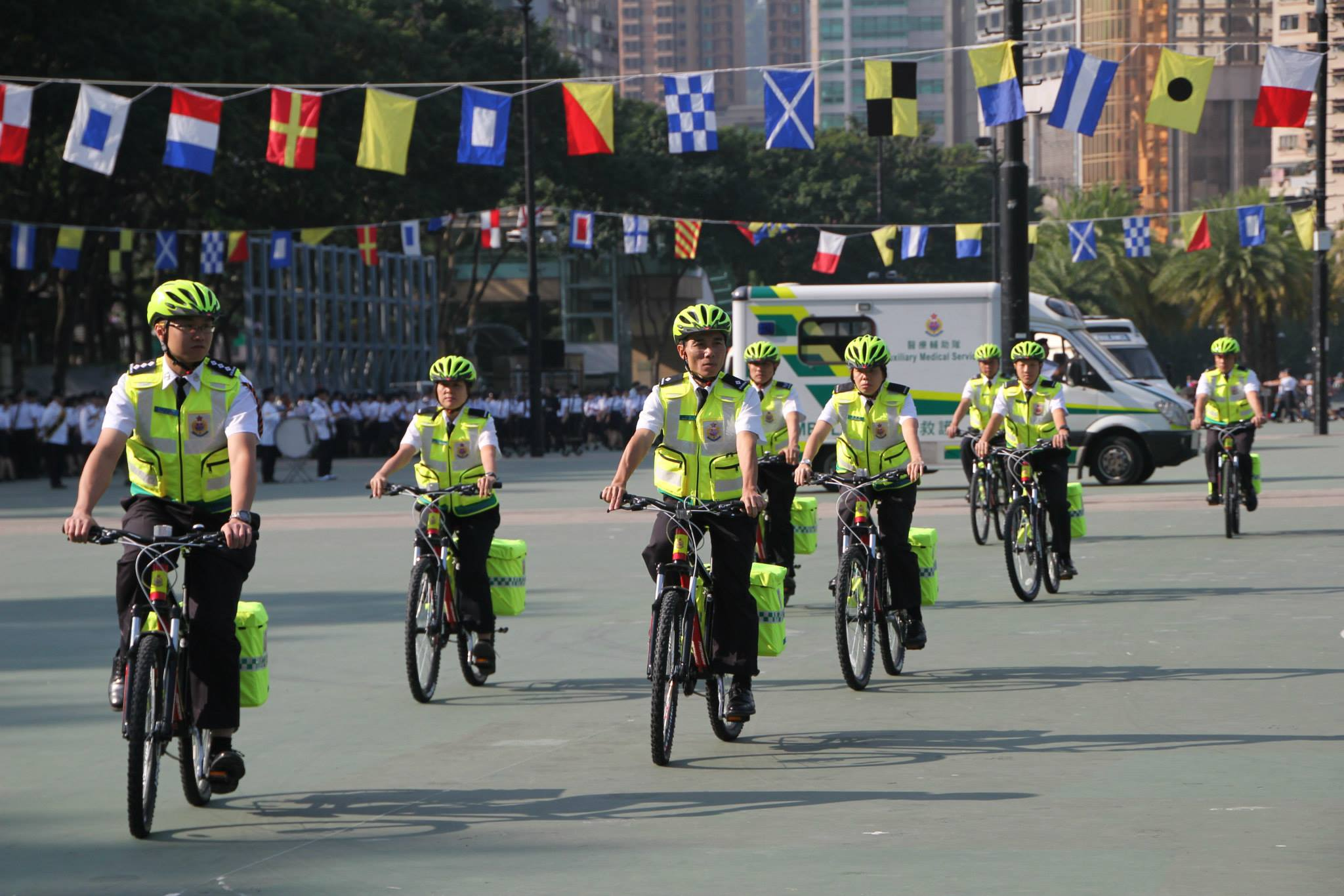
單車隊員

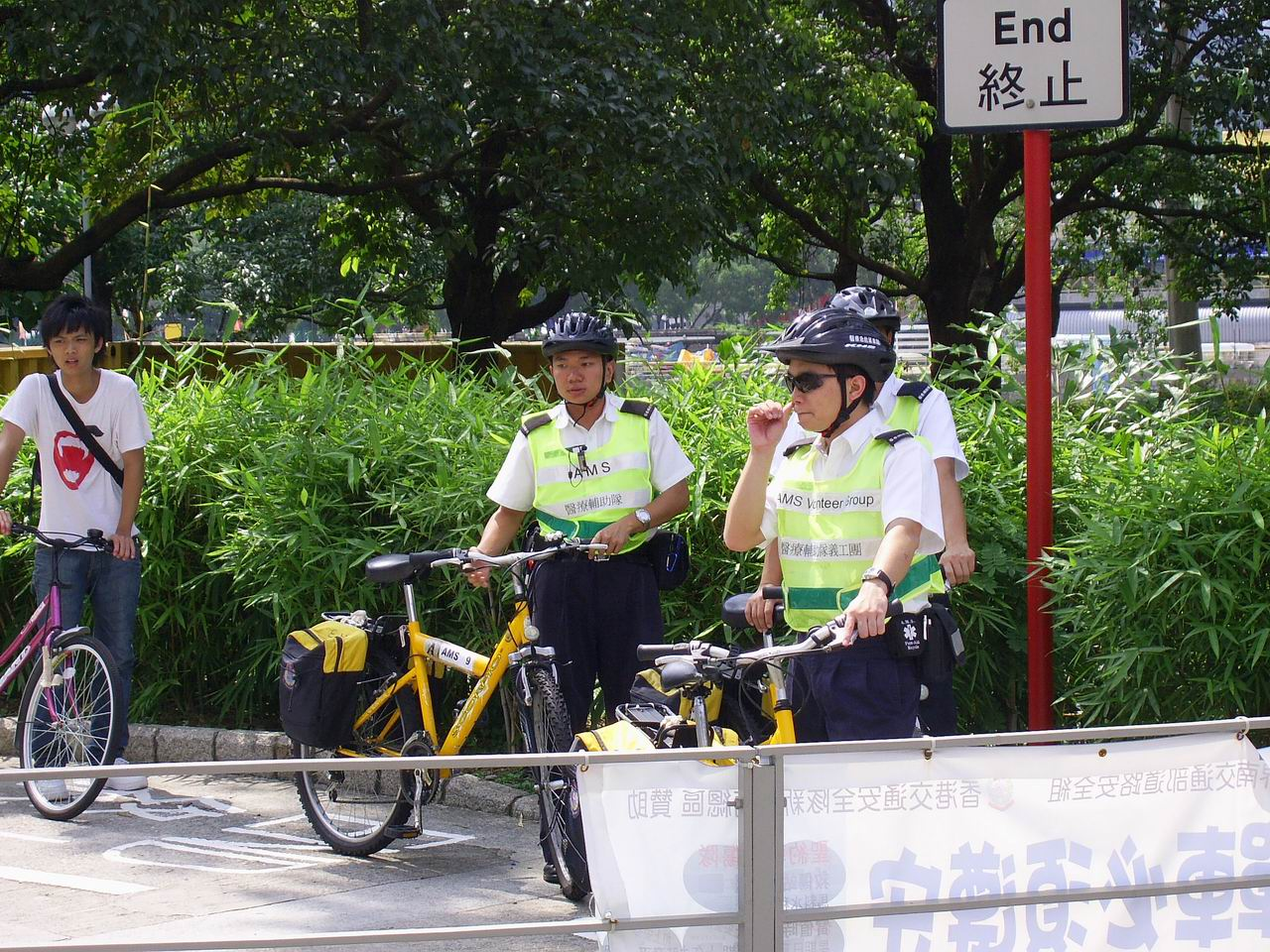
值勤中的醫療輔助隊

急救單車隊（英語：First Aid Bicycle Team）於2002年成立，是醫療輔助隊常規編制以外的主要服務部門，由各縱隊內自願兼任參與的隊員所組成，主要負責在週六、日及公眾假期為單車徑使用者提供急救及基本生命支援。由於單車徑經常發生單車交通意外，礙於單車徑的環境關係，機動救護車輛難以即時到達現場。救護單車可以透過其機動性，佩備輕巧急救工具，進入現場提供急救以至先遣救護服務。

## 特色
急救單車隊有別於醫療輔助隊其他的急救服務，由來自不同中隊考獲相關資格的單車隊員所組成。成立時，急救單車隊的單車隊員以義工形式當值，但自2016年4月改組為恆常服務，以解決人手不足的問題。
急救單車隊約有50多部佩備急救裝備的單車，於各單車救護站候命或於單車徑上巡邏。急救單車上的裝備可應付各種單車意外引致的受傷，大部分急救單車設有輕便復甦裝備（如膠囊面罩復甦器及人工氣道），可處理昏迷或呼吸困難的傷者；而部份急救單車更備有便攜式氧氣調節器系統及半自動體外心臟去顫器，可提供基本急救服務直至消防處救護車到達現場接手處理。

## 服務範圍

#### 平常服務
急救單車隊的單車徑服務範圍包括由沙田、馬鞍山、吐露港、大埔、上水、屯門、天水圍、元朗及將軍澳區內主要單車徑，分別由9個急救單車站提供服務。如果市民需要急救服務，可以
1. 前往各單車急救站
2. 聯絡正在巡邏的急救單車
3. 致電求助熱線（2762 2054）召喚急救單車

服務時間如下：
- 星期六：下午2時至下午6時
- 星期日及公眾假期：上午10時至下午6時

#### 大型活動支援
除此之外，急救單車隊會支援大型活動如渣打馬拉松、聯合國兒童基金會慈善跑、仁濟慈善行等等，沿途提供單車救護服務。

## 急救站位置

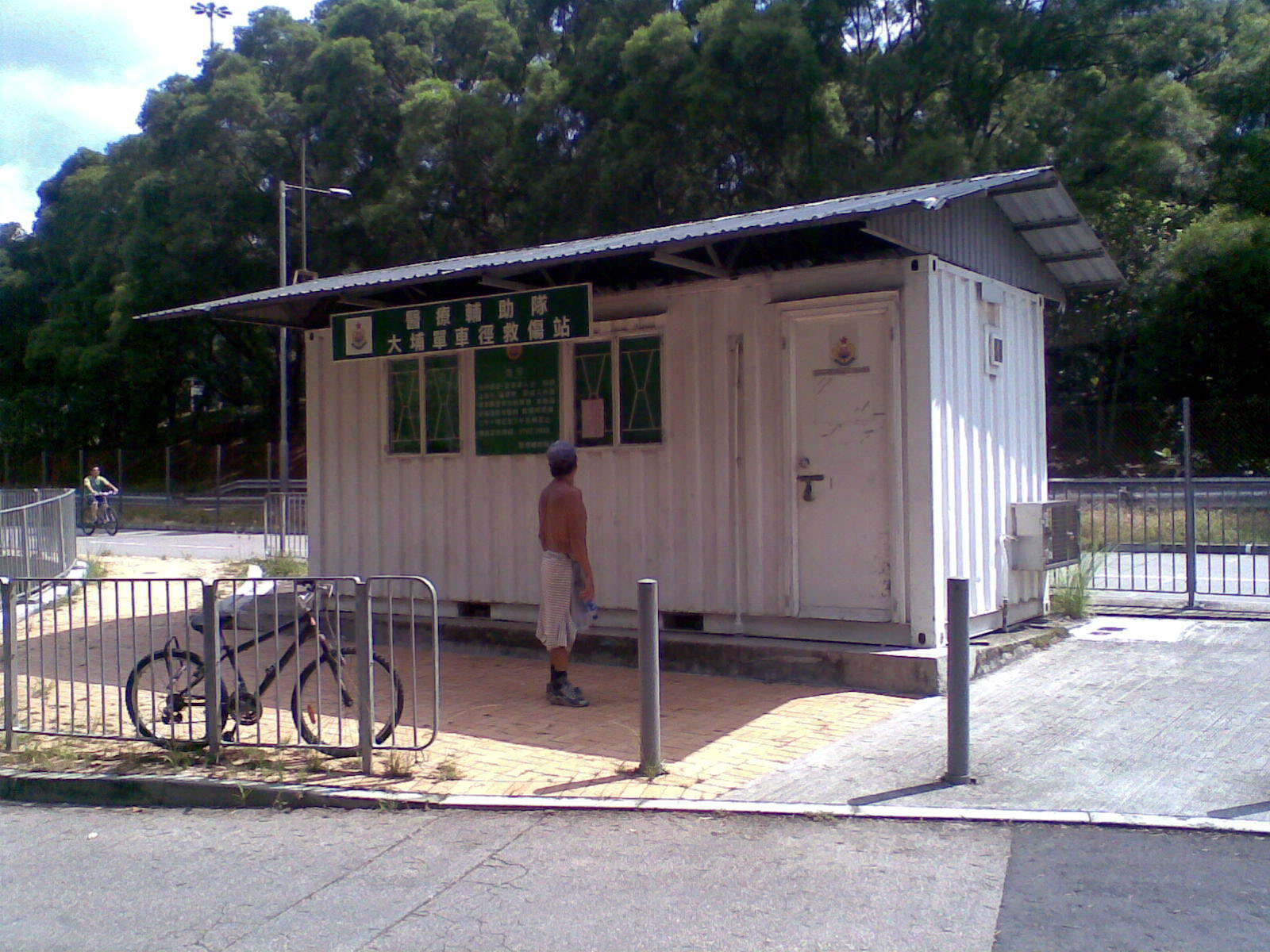
大埔元洲仔單車救傷站
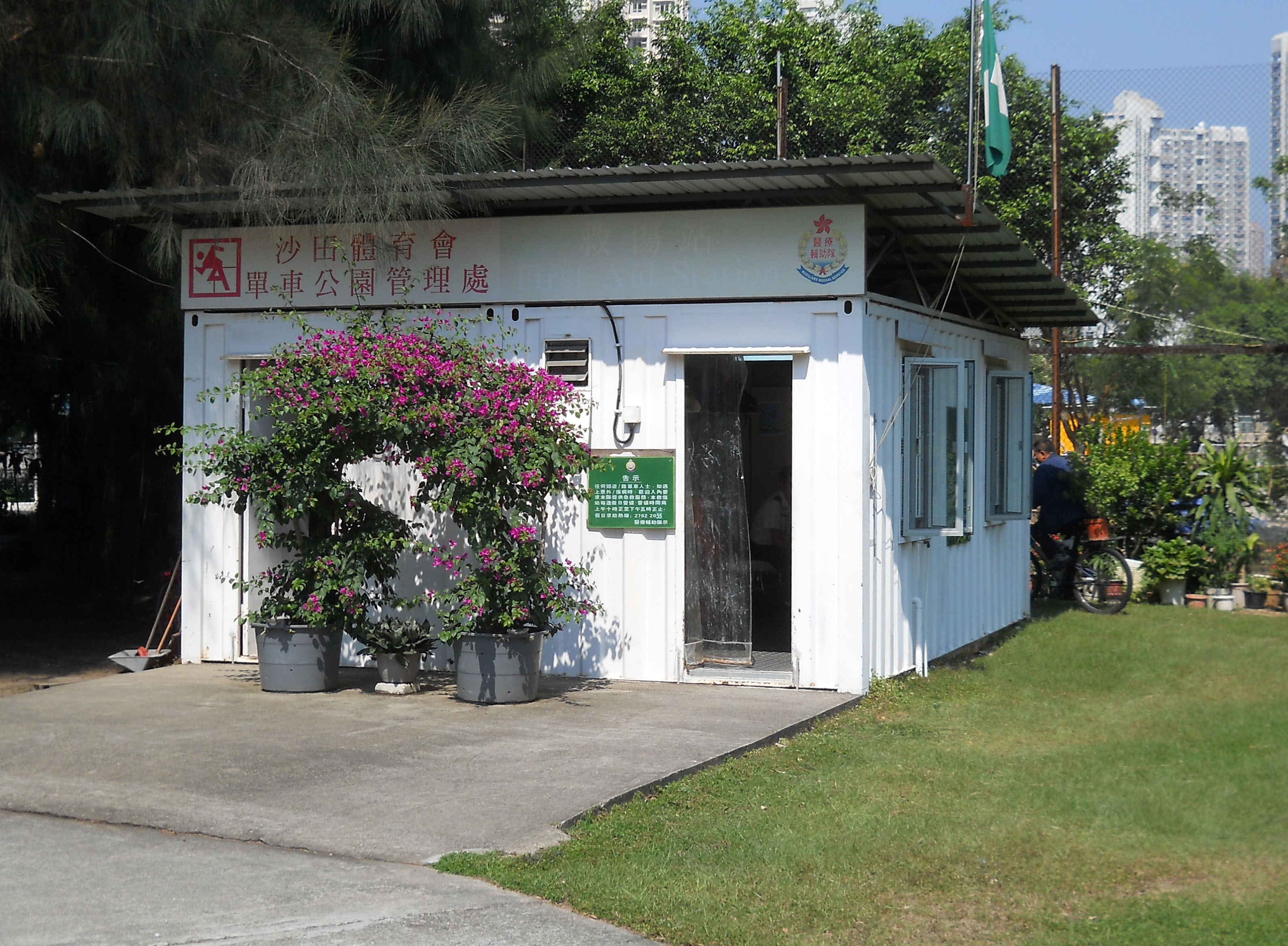
馬鞍山單車公園單車救傷站
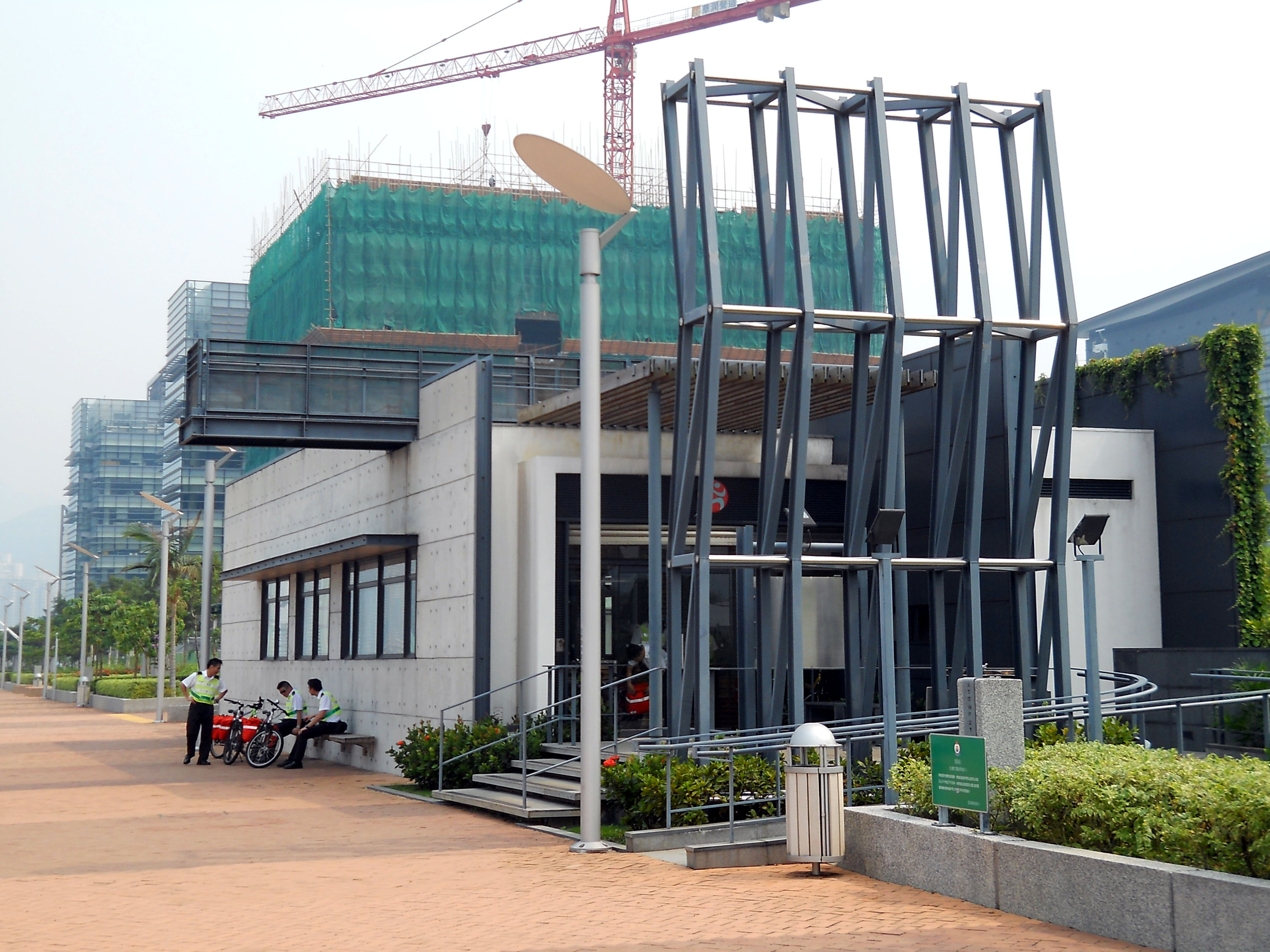
白石角單車救傷站

| 路段                                       | 站名             | 位置                                      |
| ------------------------------------------ | ---------------- | ----------------------------------------- |
| 沙田、中文大學、科學園                     | 大學站急救單車站 | 位於大學站單車匯合中心（大學鐵路站旁）    |
| 沙田至馬鞍山                               | 馬鞍山急救單車站 | 位於大水坑單車公園                        |
| 科學園至大埔                               | 白石角急救單車站 | 鄰近科學園及白石角海濱長廊                |
| 科學園至大埔/大埔海濱 以及大埔市內至康樂園 | 大埔急救單車站   | 鄰近大王爺廟                              |
| 上水                                       | 上水急救單車站   | 位於上水單車匯合中心（上水九巴廠對面）    |
| 屯門                                       | 屯門急救單車站   | 位於屯門單車匯合中心（五柳路）            |
| 天水圍                                     | 天水圍急救單車站 | 位於天水圍單車匯合中心（天福路）          |
| 朗屏、元朗、牛潭尾                         | 元朗急救單車站   | 位於元朗單車匯合中心（鄰近黃屋村、形點I） |
| 將軍澳                                     | 將軍澳急救單車站 | 位於將軍澳運動場內                        |

- 大埔元洲仔單車救傷站
- 馬鞍山單車公園單車救傷站
- 白石角單車救傷站

## 外部連結
- 《醫療輔助隊簡介》小冊子  *在醫療輔助隊所舉的活動上派發，如新隊員結業會操
- 救急扶危—香港的緊急服務 醫療輔助隊急救單車服務 （页面存档备份，存于）
- 醫療輔助隊急救單車救傷站內傳單   *1 救傷站內有招募隊員加入急救單車隊的傳單 *2由大埔區議會印製的單車安全傳單，在救傷站內免費派發予市民
- 【動直擊】動記者隨急救隊行單車咇 （页面存档备份，存于）
- 專題：單車徑凶險　急救隊熱點Standby （页面存档备份，存于）